# Le Baron Kinkvervankotsdorsprakingatchdern
Le Baron Kinkvervankotsdorsprakingatchdern est un opéra comique du XVIIIe siècle écrit par le compositeur anglais Samuel Arnold et le dramaturge Miles Peter Andrews.
L'opéra, basé sur un roman d'Elisabeth Craven, est publié à Londres en 1781 et créé le 9 juillet 1781 au Theatre-Royal de Haymarket.